# Mecklenburgs vapen

Mecklenburgs tjur

Mecklenburgs vapen domineras av ett tjurhuvud som vapenbild. Den mecklenburgska tjuren var från början en dynastisk symbol för hertigarna av Mecklenburg inom Tysk-Romerska riket och återfinns också i många andra vapen i den historiska regionen. Den svenske kungen Albrekt av Mecklenburg bar detta vapen som hertig av Mecklenburg och det kombinerades hos kungen med Sveriges tre kronor. Sedan Tysklands återförening 1990 ingår tjuren i vapnet för delstaten Mecklenburg-Vorpommern